# Ilha de Cotunduba
A Ilha de Cotunduba localiza-se ao largo do bairro do Leme, na cidade e estado do Rio de Janeiro, no Brasil.
De pequenas dimensões, atingindo 60 metros de altura, é desabitada.
Integra a APA do Morro do Leme, Urubu e Ilha de Cotunduba, Área de proteção ambiental criada pelo Decreto Municipal nº. 9.779 de 12 de novembro de 1990 e regulamentada pelo Decreto Municipal nº. 14.008 de 5 de julho de 1995. De acordo com essa legislação, a ilha está inserida na Zona de Vida Silvestre – área de uso restrito, com conotação de reserva biológica, destinada à salvaguarda da biota nativa através da proteção do habitat de espécies residentes, migratórias, raras, endêmicas ou ameaçadas de extinção, bem como à garantia da perenidade dos recursos hídricos, das paisagens e belezas cênicas e sítios históricos.